# Esplendor y gloria de la Internacional Papanatas
Esplendor y gloria de la Internacional Papanatas es una obra que reúne artículos, y también algunos relatos, del escritor Quim Monzó. Los textos son ciento quince y aparecieron en La  Vanguardia los años 2001, 2002 2003 y 2004. El libro fue publicado en el año 2010 en la editorial Acantilado.